# Nikolai Rasskazov
Nikolai Olegovich Rasskazov (tiếng Nga: Никола́й Оле́гович Расска́зов; sinh ngày 4 tháng 1 năm 1998) là một cầu thủ bóng đá người Nga. Anh thi đấu cho F.K. Spartak-2 Moskva.

## Sự nghiệp câu lạc bộ
Anh có màn ra mắt tại Giải bóng đá Quốc gia Nga cho F.K. Spartak-2 Moskva vào ngày 23 tháng 3 năm 2017 trong trận đấu với F.K. Baltika Kaliningrad.